# Селты
Селты́ (удм. Сьӧлта) — село в Удмуртии, административный центр Селтинского района.
Образовывало муниципальное образование Селтинское со статусом сельского поселения как единственный населённый пункт в его составе. Помимо этого, в селе находится административный центр соседнего сельского поселения Кильмезское, не входя при этом в его состав.
Законом Удмуртской Республики от 05.04.2021 № 23-РЗ к 18 апреля 2021 года сельское поселение было упразднено в связи с преобразованием Селтинского района в муниципальный округ.

## Этимология
Название имеет удмуртское происхождение, в переписи 1710 года упоминается как Калмез-Селта, где Калмез (Кильмези) это название реки, а селта от удм. «сьӧлта» — название одного из удмуртская родов.

## География
Село находится в 142 км к северо-западу от Ижевска, на реке Палвайка, притоке реки Кильмезь в 42 км от ближайшей железнодорожной станции — Ува. С Ижевском Селты связывает автомобильная дорога Селты — Ува — Нылга — Ижевск.
Площадь поселения составляла 11,21 км².

## История
Впервые Селты упоминаются в переписи 1610 года. Через Селты проходил Сибирский тракт. 15 ноября 1790 года через село проезжал Радищев, направляясь в ссылку. В XIX веке Селты были довольно крупным селом, здесь располагались церковь, волостное правление, почтово-телеграфное отделение, земская больница, ветеринарный пункт, школа, земская станция и 6 торговых предприятий. В 1845 году была открыта Пророко-Ильинская церковь. С 1870 года село Селты являлось центром Селтинской волости Малмыжского уезда Вятской губернии.
В 1921 году, в результате образования Вотской АО, становится центром её Селтинского уезда, и, по сложившейся ещё в Российской Империи традиции, получает статус города. Однако уже 28 июля 1924 года Селтинский уезд упраздняется, Селты вновь становятся селом и вместе с Селтинской волостью входят в Ижевский уезд.
При проведении в 1929 году административно-территориальной реформы, уездно-волостная структура заменяется на районную, образуется Селтинский район.

## Население
| 1959  | 1970  | 1979  | 1989  | 2002  | 2010  | 2012  |
| ----- | ----- | ----- | ----- | ----- | ----- | ----- |
| 3357  | ↗3465 | ↗4710 | ↗5846 | ↘5585 | ↘5275 | ↗5276 |
| 2013  | 2014  | 2015  | 2016  | 2017  | 2018  | 2019  |
| ↗5281 | ↗5340 | ↘5307 | ↘5252 | ↘5204 | ↘5125 | ↘5055 |
| 2020  | 2021  |       |       |       |       |       |
| ↘5025 | ↗5230 |       |       |       |       |       |

## Объекты социальной сферы
- МБОУ «Селтинская средняя общеобразовательная школа»

## Экономика
- Льнозавод (закрыт примерно в 2006 году)
- Асфальтовое производство
- Лесхоз (закрыт)

## Транспорт
Транспортное сообщение осуществляется рейсовыми автобусами до Ижевска, Глазова, Сюмсей и Увы.

## Культура
- Районная библиотека
- Центр декоративно-прикладного искусства и ремесел
- Константино-Еленинский православный молельный дом
- Православный Храм в честь Священномученика Иосифа Пегроградского в юрисдикции РПЦЗ(В) (рядом с магазином "Магнит")

## Достопримечательности
- Имеется сохранившийся комплекс старинных купеческих домов.
- Установлен памятный камень в честь писателя А. Н. Радищева.
- Возведены мемориальные комплексы в память землякам, погибшим в годы Великой Отечественной войны и Героям Советского Союза.

## Известные люди
- Воздвиженский, Вадим Владимирович — врач-хирург.
- Корепанов, Герман Афанасьевич — композитор.